# Froilán Largacha
Froilán Largacha Hurtado (Popayán, 15 de diciembre de 1823-Bogotá, 5 de mayo de 1892) fue un abogado, periodista, intelectual, economista y político colombiano, adepto al Partido Liberal Colombiano.
Largacha ocupó la presidencia de Colombia del 10 de febrero de 1863 al 14 de mayo de 1863 como parte del ejecutivo plural que gobernó al país mientras fue redactada la Constitución de 1863.
Su conexión con Tomás Cipriano de Mosquera le permitió alcanzar importantes cargos públicos, llegando a ser ministro de tesoro y magistrado de la Corte Suprema de Justicia. Fundó e hizo parte de varios círculos académicos colombianos y trabajó en algunos diarios locales.

## Biografía
Froilán nació en Popayán, el 15 de diciembre de 1823, en el seno de una familia acomodada de la ciudad. 
Se graduó en Derecho de la Universidad del Cauca en 1844. Dictó cátedra y fue secretario general de esa institución. Fue colaborador de las tareas que emprendió el periodista Sergio Arboleda Pombo como secretario de Instrucción Pública del Cauca bajo la administración del gobernador Vicente Cárdenas en 1848. También fue juez parroquial en Popayán. En 1851 fue jefe civil y militar del Cauca.
En 1861, Largacha fue elegido como procurador general de la Nación, permaneciendo en el cargo tan solo unos meses, en reemplazo de Bartolomé Calvo, quien siendo procurador se hizo cargo de la presidencia por la renuncia del conservador Mariano Ospina Rodríguez. El exilio de Calvo (quien fue expulsado por el general Mosquera) hizo que Largacha le entregara el cargo a Juan Agustín Uricoechea.

## Presidencia de Colombia (1863)
La Asamblea Constituyente de Rionegro que convocó el presidente Tomás Cipriano de Mosquera, expidió la Ley de 9 de febrero de 1863 por la cual designó un Ejecutivo Plural que gobernara al país, el cual fue integrado por cinco secretarios de despacho, entre los cuales figuró Largacha al frente de la cartera del Tesoro y Crédito Nacional.
Así el triunvirato pasó a reemplazar, entre el 10 de febrero y el 14 de mayo de 1863 al presidente Mosquera.

## Postpresidencia

### Gobiernos liberales
Terminado su mandato, Largacha ocupó de nuevo la Secretaría del Tesoro en el último periodo presidencial del general Mosquera, hasta el 8 de abril de 1864. En 1864, Largacha fue elegido congresista y para 1866 fue elegido como presidente de la Cámara de Representantes, hasta su relevo en mayo de 1866, siendo reemplazado por Aquileo Parra.Luego fue secretario de Hacienda en 1868 del gobernador de Cundinamarca, general Rudensio López Delgadillo.
Ese mismo año, Mosquera lo nombró secretario de Hacienda para su cuarto y último período (desde el 5 de julio de 1866), encargándolo también de la cancillería por la ausencia del designado José María Rojas. Por esos años, Largacha acogió como su sucesor político al joven intelectual José María Quijano Wallis, a quien nombró como su secretario. Largacha permaneció en el cargo hasta el derrocamiento de Mosquera en 1867, por Santos Acosta. 
En 1870, durante la presidencia de Eustorgio Salgar, Largacha fue nuevamente presidente de la Cámara de Representantes. En 1872 integró el jurado que debía aprobar la mejor propuesta de implementación de enseñanza primaria en el país. En 1873, el presidente Manuel Murillo Toro le concedió una pensión temporal por su delicado estado de salud. En 1878, apoyó la candidatura y elección como presidente de su sobrino Julián Trujillo Largacha.

### Actividad académica
Largacha también fue colaborador en el periódico Paz y Progreso, de la ciudad de Popayán, donde fue redactor, y también en otros diarios locales, incluyendo el prestigioso Papel Periódico Ilustrado, de Alberto Urdaneta. En 1884, participó de la fundación del círculo académico El Ateneo de Bogotá, junto a su sobrino y su discípulo, donde fungía como consultor jurídico. En el círculo también estaban personajes como Alberto Urdaneta, Rafael Pombo, Rafael Núñez, José Manuel Marroquín, Salvador Camacho y Sergio Arboleda.
Posteriormente fue nombrado como Magistrado suplente de la primera Corte Suprema de Justicia del país, creada por la constitución de 1886. En 1886, Largacha fue invitado por el catedrático Nicolás Pinzón Warlosten para integrar el primer grupo de profesores de la Universidad Externado de Colombia, tarea que efectivamente ejerció. De hecho, Largacha fue uno de los financiadores de la creación de la universidad.   

### Fallecimiento
Froilán Largacha falleció en Bogotá, el 5 de mayo de 1892 a los 68 años, en pleno ejercicio de la magistratura en la Corte Suprema.

## Vida privada

### Familia

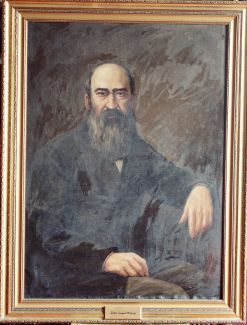
Ezequiel Hurtado, pariente de su madre. Cuadro del Concejo de Popayán, Cauca.

Froilán Largacha Hurtado nació en el seno de una familia aristocrática de Popayán, siendo hijo de Felipe Santiago Largacha Tenorio y de su esposa María Josefa Hurtado Hurtado, siendo su hermana mayor Bartola Largacha Hurtado.
Su padre estaba emparentado con el abogado y prócer de la Independencia de Colombia, Camilo Torres Tenorio, y su madre era prima lejana del político Ezequiel Hurtado Hurtado, presidente de Colombia por el liberalismo, y pariente del también presidente Eliseo Payán Hurtado.  Su hermana fue la madre del político liberal Julián Trujillo Largacha, quien también llegó a ser presidente de Colombia.

#### Matrimonio y descendencia
Froilán contrajo matrimonio con Carolina Ortiz Holguín, hija de Agustín Ortiz y Eusebia Holguín López. Eusebia, a su vez, era hija del empresario José Vicente Holguín Sánchez con su segunda esposa Ana López Boniche (medio hermana a su vez del militar José Hilario López Valdés, primer presidente liberal de la historia de Colombia); y era medio hermana de los políticos conservadores Carlos y Jorge Holguín Mallarino, por el primer matrimonio de su padre con María Josefa Mallarino, hermana del político conservador Manuel María Mallarino. Pese a esos parentescos, Carolina, la esposa de Froilán, era hija ilegítima de Agustín. 

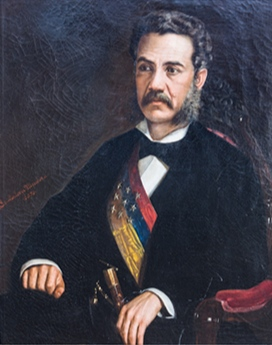
Su sobrino, Julián Trujillo Largacha, por Pantaleón Ramírez.

Con Carolina, Froilán tuvo a sus hijos Elena, Vicente, Mercedes, Carlos, Luis, Rafael, Inés, Elvira y Matilde Largacha Ortiz. Su hija mayor Elena era una destacada pintora y dibujante, y su hijo Carlos, un político de renombre del Partido Liberal. Estaba casada con su primo Julián, quien era hijo del sobrino de Froilán, Julián Trujillo Largacha. 
Carlos, su cuarto hijo, contrajo matrimonio con María Luisa Manrique Gómez, trastaranieta del político español Francisco González y Manrique. Francisco a su vez era el abuelo del noble y político neogranadino Jorge Tadeo Lozano, quien era su nieto por la línea de su hija María González, casada con el noble neogranadino, el Marqués de San Jorge, Jorge Miguel Lozano. María Luisa así mismo era sobrina nieta del político español Antonio González Manrique, Gobernador general del Nuevo Reino de Granada.
Su hija menor, Matilde Largacha, se unió en matrimonio con Alejandro Márquez, con quien tuvo a Guillermo Márquez Largacha. Éste a su vez, se casó con la hija del político Arístides Calderón Reyes (hermano de Clímaco Calderón Reyes, quien a su vez era primo de Rafael Reyes Prieto). De la rama de Arístides desciende Juan Manuel y sus hermanos Enrique y Luis Fernando Santos, y sus primos Francisco y Rafael Santos Calderón.

### Semblante
Su discípulo José María Quijano Wallis, se refirió a Largacha comoː

"El único hombre que yo he encontrado como prototipo de la perfección moral, en los puestos públicos se distinguió por su talento, su instrucción, su pericia y por su irreprochable honradez."
José Maria Quijano Wallis

## Homenajes
Un óleo de su figura está expuesto en el Museo Nacional de Colombia. Por medio de la ley 36 de 1935, el presidente Alfonso López Pumarejo reconoció los valores de ciudadanos ilustres de Popayán, y se incluyó a Froilán Largacha entre los homenajeados. Posteriormente sus restos fueron incinerados y trasladados al Panteón de Los Próceres, que fue inaugurado en 1940 en Popayán, y que en la actualidad custodia su alma mater, la Universidad del Cauca.
En la carrera séptima con calle octava de Popayán existe una placa que recuerda su existencia.